# سام كوكس (لاعب كرة قدم مواليد 1920)
سام كوكس (بالإنجليزية: Sam Cox)‏ (30 أكتوبر 1920 في المملكة المتحدة - 1 مايو 1985) هو لاعب كرة قدم بريطاني (وحمل سابقاً جنسية المملكة المتحدة لبريطانيا العظمى وأيرلندا) في مركز الدفاع. لعب مع سكونثورب يونايتد ووست بروميتش ألبيون وأكرينجتون ستانلي ‏ ودنابي يونايتد.